# Veïnat de Canyes

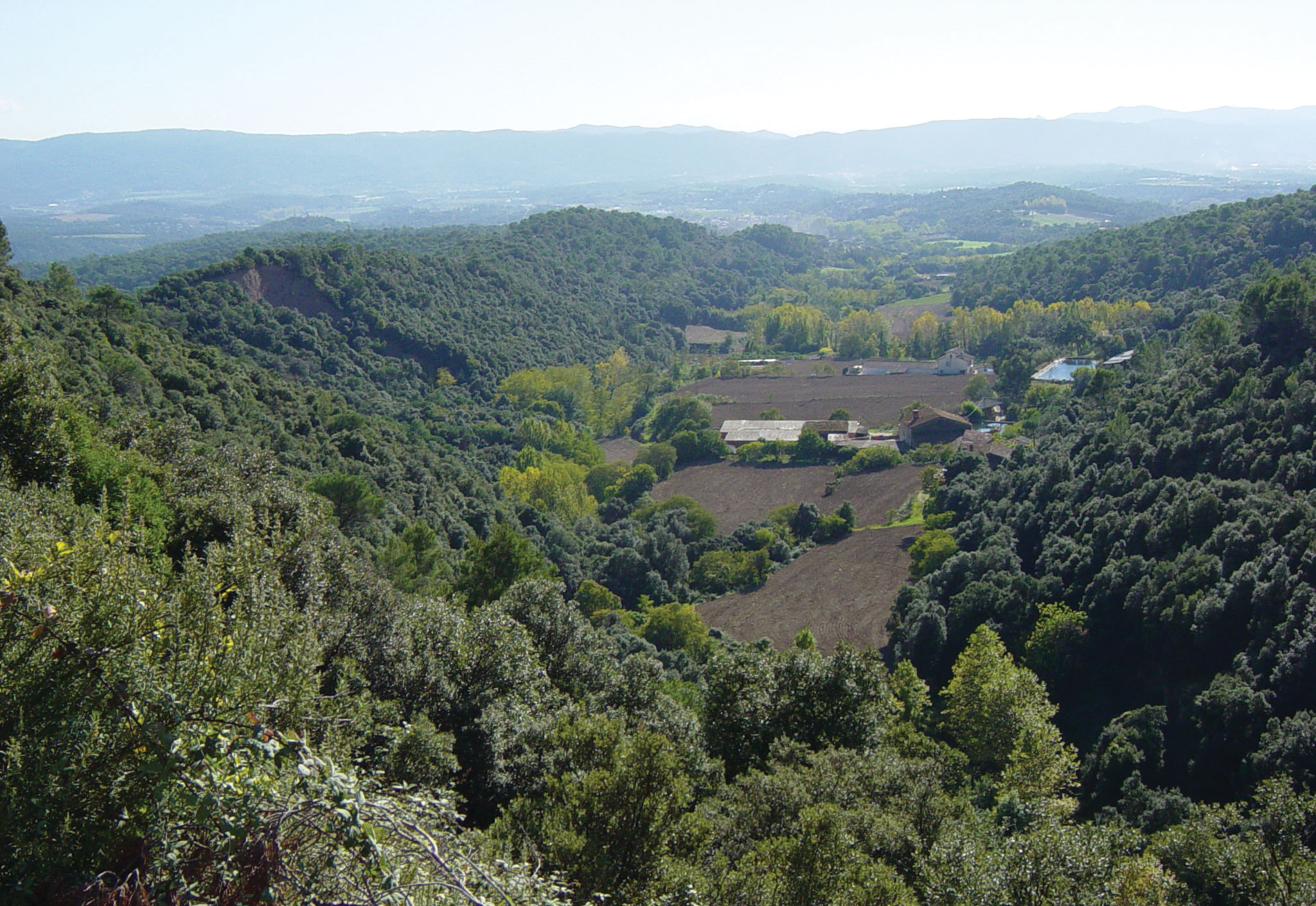
Veïnat de Canyes de Sant Pere de Vilamajor

El veïnat de Canyes és un dels 7 veïnats del municipi de Sant Pere de Vilamajor, juntament amb Santa Susanna de Vilamajor, el Pla de Vilamajor, les Brugueres, els Bruguers, el Sot de l'Om i Boscassos i Vallserena.
En aquest veïnat està dins del Parc Natural del Montseny i té una població dispersa en diverses masies aïllades: Can Parera de Canyes, Can Mungo, Can Gras d'Amunt, Can Gras d'Avall, Can Vidal del Puig, Can Pujades, Can Panxa, Can Patirem, el Cortès, Les Planes del Cortès, el Corral d'en Parera, Can Surell, Can Planell, Can Nadal...
Al costat de la masia de Can Nadal hi ha capella preromànica de Sant Joan de Cavallar.
El veïnat és travessat per la riera de Vilamajor.